# النزول السريع على الحبل

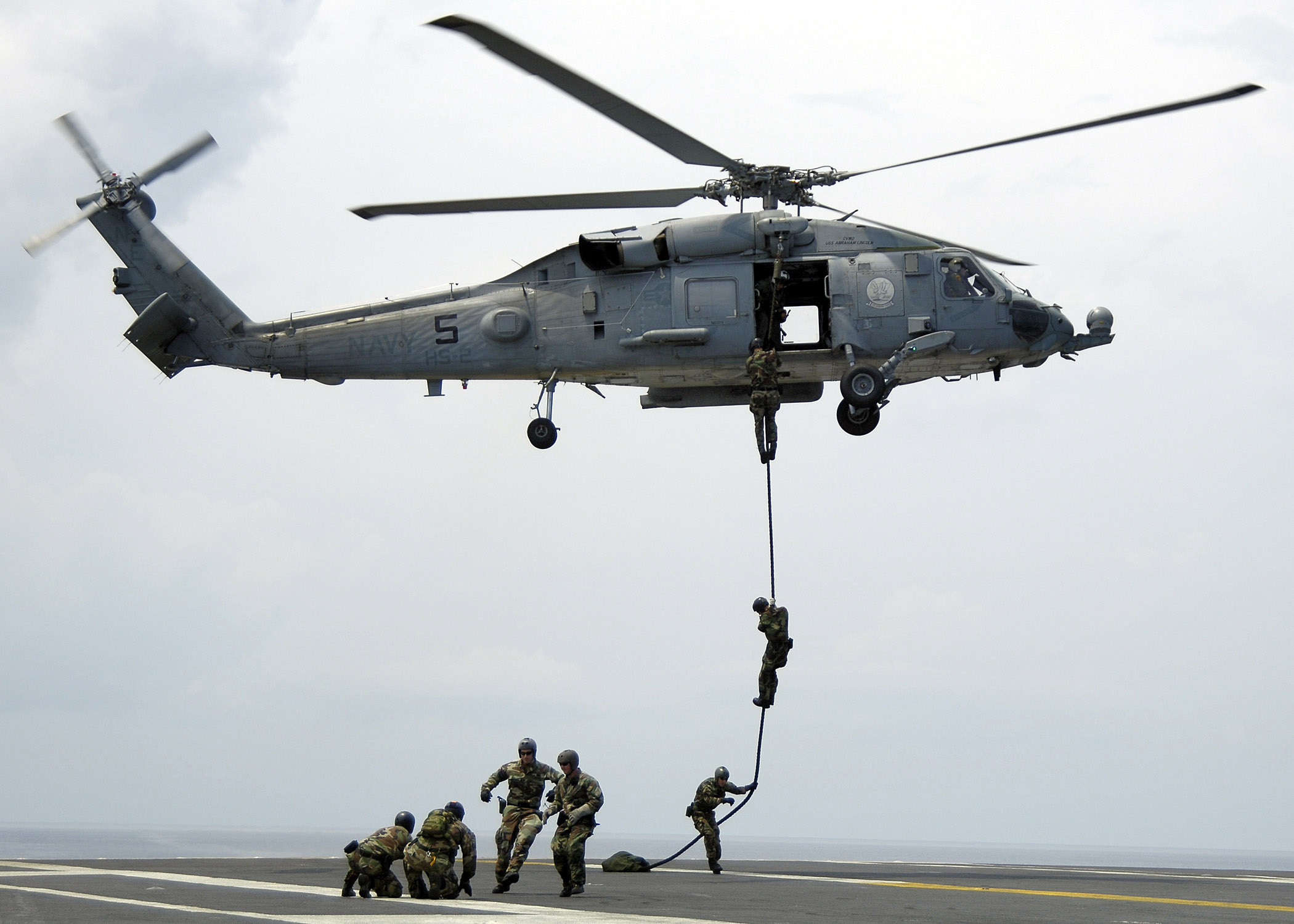
نزول جنود البحرية الأمريكية من على متن طائرة هيلكوبتر من طراز سي هوك

النزول السريع على الحبل أيضا تعرف بنظام إدخال و إخراج الحبل سريعا هي تقنية للنزول الجنود على حبل غليظ من على متن طائرة مروحية في الأماكن التي يستعصى النزول فيها. تسمح هذه التقنية للجنود بتدخل السريع في الحالات الطارئة إضافة إلى التدخل في المهمات التي تتطلب تسلل على متن السفن في البحر. كان أول من طور تقنية النزول السريع شركة بريطانية تدعى مارلو روبس و قد استعملت لأول مرة في المجال العسكري خلال حرب الفولكلند و كان أول حبل استعمل مصنوع من النايلون وقد استعمل بطريقة مشابهة لطريقة النزول على عمود رجال الإطفاء. الحبال المستعملة اليوم هي حبال مضفرة ذات نتوء و فجوات توفر للشخص قبضة أقوى و نزول سهل لكل شخص على حدا من غير وجوب مسك أسفل الحبل (طريقة مستعملة سابقا).
تعتبر هذه التقنية الحديثة أسرع من تقنية التأرجح نزولا و لكن أخطر، خصوصا وإن كان الشخص يحمل وزن ثقيل نظرا لأنه لا يكون مربوط بحلقة نزول معدنية؛ مما يستلزم الاستعانة بالأيدي والأرجل مع لبس قفازات واقية. تقنية النزول التي ابتكرها البريطانيون تنصح بعدم الاستعانة بلأرجل بسبب خطر الانزلاق السريع الذي يمكن أن يتسببه جلد الأحذية الملساء. يمكن لعدة أشخاص النزول في آن واحد بشرط وجود مسافة فاصلة بينهم تبلغ الثلاث أمتار لإعطاء فرصة كافية لشخص للتنحي عند الوصول للأرض. أيضا يجب أن يكون الحبل سميك بما فيه الكفاية (عادة بقطر 40 مليمتر) لمنع اهتزازه بعنف من جراء رياح مراوح الحوامة. يستغرق النزول السريع على متن السفينة قرابة الثلاثين ثانية وتستعمل تلك التقنية في حالة تطلب نزول كمية جنود كبيرة في وقت قصير.